# YWHAZ
YWHAZ (англ. Tyrosine 3-monooxygenase/tryptophan 5-monooxygenase activation protein zeta) – білок, який кодується однойменним геном, розташованим у людей на короткому плечі 8-ї хромосоми. Довжина поліпептидного ланцюга білка становить 245 амінокислот, а молекулярна маса — 27 745.
| 10         |  | 20         |  | 30         |  | 40         |  | 50         |
| ---------- |  | ---------- |  | ---------- |  | ---------- |  | ---------- |
| MDKNELVQKA |  | KLAEQAERYD |  | DMAACMKSVT |  | EQGAELSNEE |  | RNLLSVAYKN |
| VVGARRSSWR |  | VVSSIEQKTE |  | GAEKKQQMAR |  | EYREKIETEL |  | RDICNDVLSL |
| LEKFLIPNAS |  | QAESKVFYLK |  | MKGDYYRYLA |  | EVAAGDDKKG |  | IVDQSQQAYQ |
| EAFEISKKEM |  | QPTHPIRLGL |  | ALNFSVFYYE |  | ILNSPEKACS |  | LAKTAFDEAI |
| AELDTLSEES |  | YKDSTLIMQL |  | LRDNLTLWTS |  | DTQGDEAEAG |  | EGGEN      |

A: Аланін

C: Цистеїн

D: Аспарагінова кислота

E: Глутамінова кислота

F: Фенілаланін

G: Гліцин

H: Гістидин

I: Ізолейцин

K: Лізин

L: Лейцин

M: Метіонін

N: Аспарагін

P: Пролін

Q: Глутамін

R: Аргінін

S: Серин

T: Треонін

V: Валін

W: Триптофан

Локалізований у цитоплазмі.